# 羅克維爾 (加利福尼亞州)
羅克維爾（英語：Rockville）是位於美國加利福尼亞州索拉諾縣的一個非建制地區。該地的面積和人口皆未知。

## 地理
羅克維爾的座標為38°14′39″N 122°07′20″W / 38.24417°N 122.12222°W，而該地的平均海拔高度為85米（即280英尺）。